# Salvia miltiorrhiza
Salvia miltiorrhiza (chinês tradicional: 丹參, pinyin: dānshēn), também conhecida como sálvia vermelha, sálvia chinesa, tan shen ou danshen, é uma planta perene do gênero Salvia, altamente valorizada por suas raízes na medicina tradicional chinesa. Nativa da China e do Japão, cresce em altitudes de 90 a 1.200 m, preferindo lugares gramados em florestas, encostas e margens de riachos. O epíteto específico miltiorrhiza significa "raiz ocre vermelha".

## Constituintes químicos
Os compostos químicos isolados da Salvia miltiorrhiza incluem ácido salvianólico (ou ácido salvianólico B), diidrotanshinona , miltirona , tanshinona I e tanshinona IIA . A tanshinona IIA é um dos constituintes mais abundantes da raiz da Salvia miltiorrhiza.

## Descrição
S. miltiorrhiza é uma planta perene decídua com caules ramificados de 30 a 60 cm de altura, com folhas amplamente espaçadas que são simples e divididas. As inflorescências de 30 cm são cobertas de pêlos e glândulas pegajosas. As flores crescem em espirais, com corolas roxas claras a azul lavanda com aproximadamente 2,5 cm de comprimento, com um cálice roxo escuro. A Salvia miltiorrhiza prefere solos bem drenados, com cerca de meio dia de luz solar. É resistente a aproximadamente -10 °C. A maioria das sementes de Salvia tem uma taxa de germinação mais alta quando exposta à luz, embora não seja necessária.

## Interações medicamentosas
Danshen pode potencializar os efeitos da droga anticoagulante varfarina, possivelmente causando complicações hemorrágicas. Outros efeitos adversos podem incluir reações alérgicas, tontura, dor de cabeça ou desconforto gastrointestinal.

## Medicina Tradicional Chinesa
Sozinha ou combinada com outros medicamentos fitoterápicos chineses, a Salvia miltiorrhiza tem sido usada na China e, em menor grau, em outros países como tratamento para várias doenças cardiovasculares e cerebrovasculares. Uma revisão da organização Cochrane de 2007 do uso de danshen para acidente vascular cerebral isquêmico agudo descobriu que a qualidade da evidência era ruim e não havia evidência de benefício. Da mesma forma, uma metanálise da Cochrane de 2008 descobriu que os ensaios clínicos sobre danshen eram de baixa qualidade e insuficientes para fazer qualquer julgamento sobre sua eficácia para pessoas com ataque cardíaco. Metanálises de formas orais e injetáveis de danshen em pessoas com angina concluíram que os efeitos do tratamento foram inconclusivos porque os estudos eram de baixa qualidade e as conclusões não eram baseadas em evidências fortes.